# DRU Industriepark

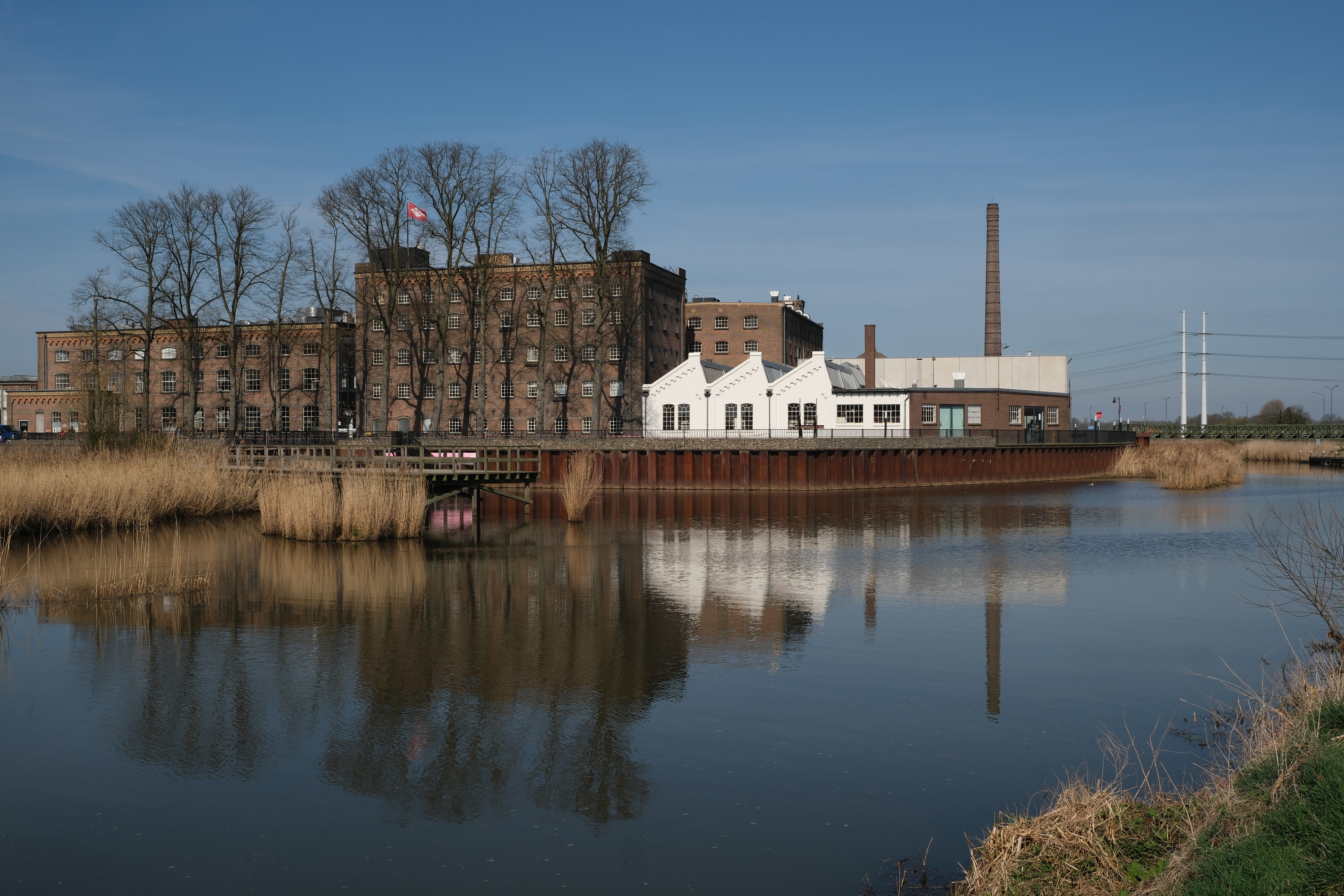
Der Komplex der DRU an der Alten Issel, von Süden gesehen. Groß das Portiersgebouw, rechts in weiß die Giebel der heutigen Bibliothek.

Der DRU Industriepark (verschiedene Schreibweisen; bis Dezember 2010: DRU-fabriek oder Drufabriek, auch: cultuurfabriek) ist ein Ensemble von historischen Baudenkmälern  der Gemeinde Oude IJsselstreek im Osten der Niederlande. Der ehemalige Industriekomplex im Nordwesten des Ortes Ulft liegt direkt am Fluss Alte Issel. Bewirtschaftet wird das Gelände von der Stichting DRU Industriepark.
Verwendet wurden Gebäude des früheren Eisenwerks Diepenbrock en Reigers te Ulft (DRU). Die Gebäude sind auf Reichsebene geschützte Baudenkmäler. Der gesamte Komplex umfasst auch die heute für Wohnungen genutzten Gebäude des Beltmancomplex (mit dem weit sichtbaren Wasserturm) sowie die sogenannten lofts, aber auch die teilweise für Veranstaltungen genutzte SSP-hal. Für einige Gebäude gibt es noch keine dauerhafte Weiterverwendung.

## Geschichte

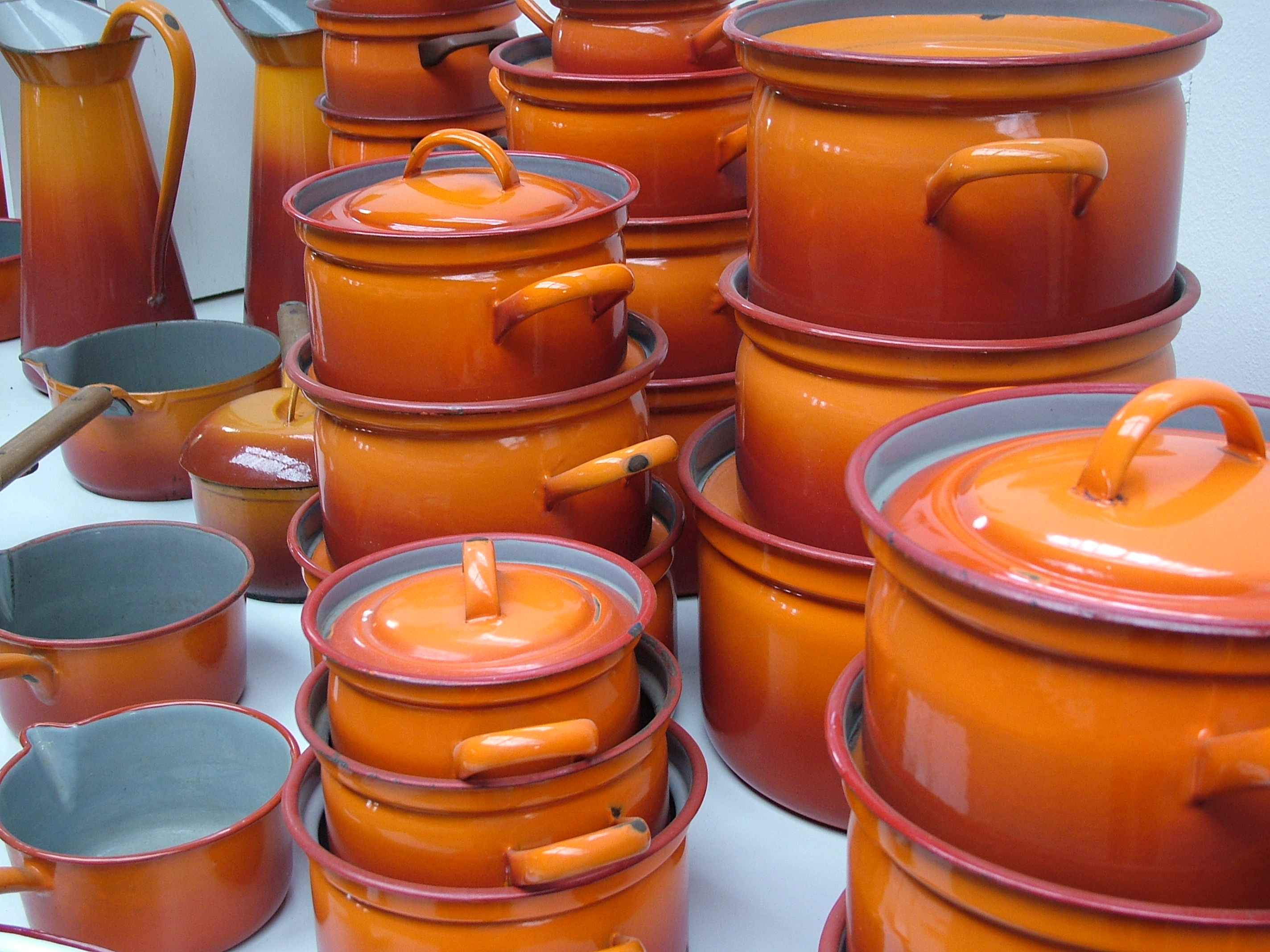
Email-Töpfe aus der DRU-Produktion, in charakteristischer Farbe.

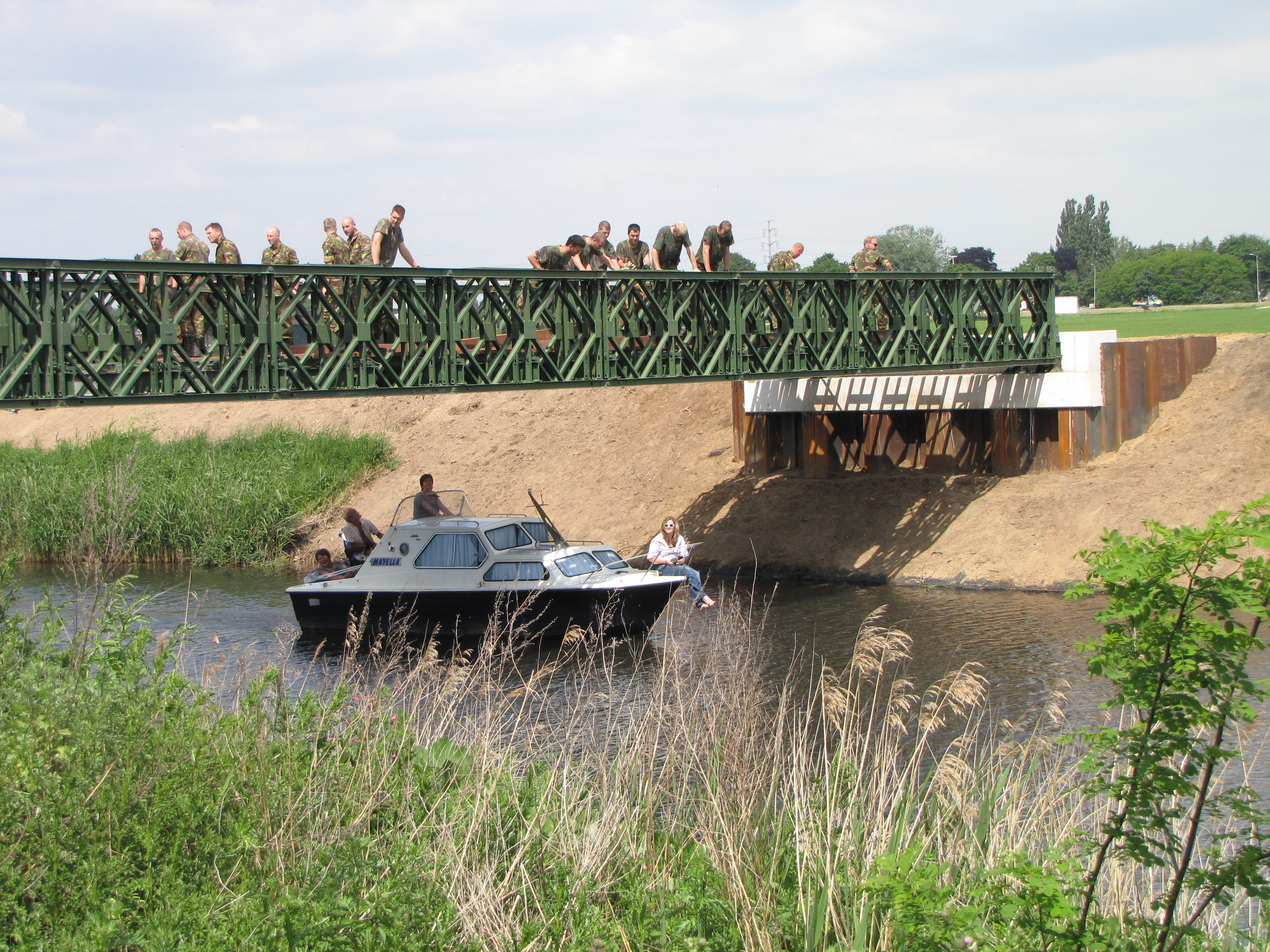
Im Juni 2010 haben niederländische Soldaten eine Bailey-Brücke über die Alte Issel angelegt.

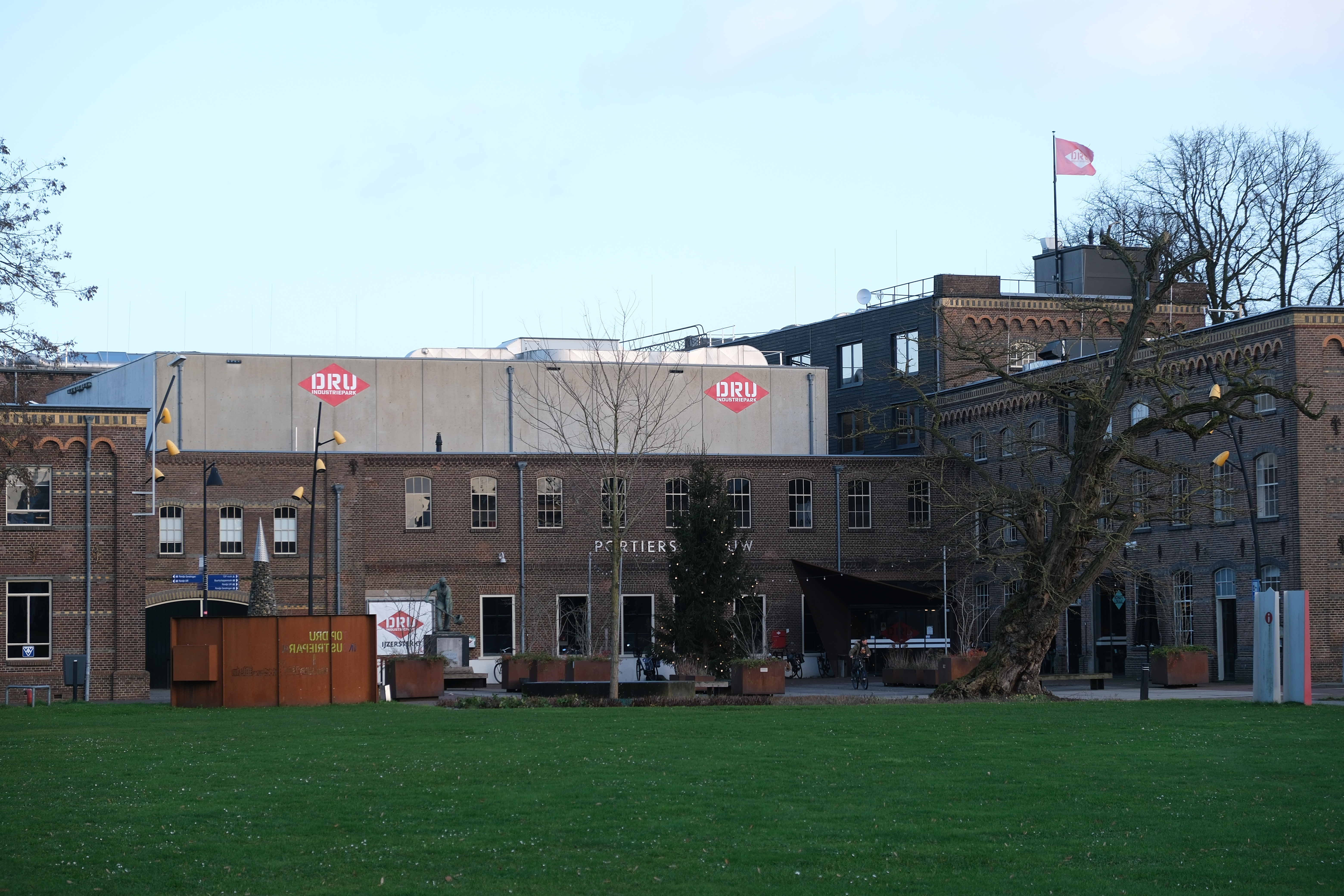
Portiersgebouw, Eingang der DRU Cultuurfabriek.

Der Graf von Bergh errichtete 1754 auf dem späteren DRU-Gelände eine Eisengießerei, die Olde Hut. Es handelt sich um einen der wenigen Plätze in den Niederlanden, an dem überhaupt Eisenerz gefunden wurde. Die Eisengießerei, die vor allem Kanonenkugeln und Herdplatten produzierte, wurde 1774 von dem Bürgermeister Diepenbrock und dem Apotheker Reigers übernommen. Von Diepenbrock en Reigers te Ulft leitet sich die Abkürzung DRU ab.
Die DRU stellte neben Fenstern und Gittern vor allem Email-Werk her, das landesweite Bekanntheit erlangte. Später kam die Produktion von Autoteilen und Erzeugnissen aus rostfreiem Stahl hinzu. Ferner wurden auch Badewannen hergestellt.
Seit 1874 leitete Ingenieur F. B. van Deurvorst die DRU, erhöhte die Arbeitnehmerzahl von 400 auf 700, erschloss einen internationalen Absatzmarkt und vergrößerte den Gebäudekomplex. Aus dieser Zeit stammen die heutigen Gebäude.
Ende der 1990er-Jahre jedoch musste die wirtschaftlich kränkelnde DRU im internationalen Konzern Kendrion aufgehen. 2003 machte sie zu. Von den zeitweilig bis zu 1800 Arbeitnehmern kamen einige in neueren Industriebetrieben von Ulft unter.
Im Jahr 2003 veröffentlichte der Rat der damaligen Gemeinde Gendringen (die 2005 in der neuen Gemeinde Oude IJsselstreek aufging) einen Plan, die Bibliothek und das Gemeinschaftshaus (De Smeltkroes) aus dem Dorfkern von Ulft auf das DRU-Gelände umziehen zu lassen. Der letztliche Ratsbeschluss stammt von 2006.
Im Jahr 2009 wurde ein Teil der ehemaligen DRU-Gebäude, renoviert, als Kulturzentrum Cultuurfabriek eröffnet. Wegen der hohen Kosten, die auch in den kommenden Jahren entstehen, ist die Nutzung nicht unumstritten in der Gemeinde. Ende 2010 hat die noch bestehende Firma DRU Verwarming bv (mit Sitz in Duiven) in einer Vereinbarung erreicht, dass die Kulturfabrik ihren Namen von DRU fabriek in DRU cultuurfabriek änderte. Die Firma hatte Angst, dass die negativen Schlagzeilen über die Finanzierungsprobleme der Kulturfabrik das Image der Firma beschädigen. Nach einem im Mai 2011 veröffentlichten Bericht der Regionalzeitung De Gelderlander hatten unabhängige Experten bereits 2008 die ambitionierten Pläne aus wirtschaftlicher Sicht als unrealistisch kritisiert.

## Einrichtung und Angebot

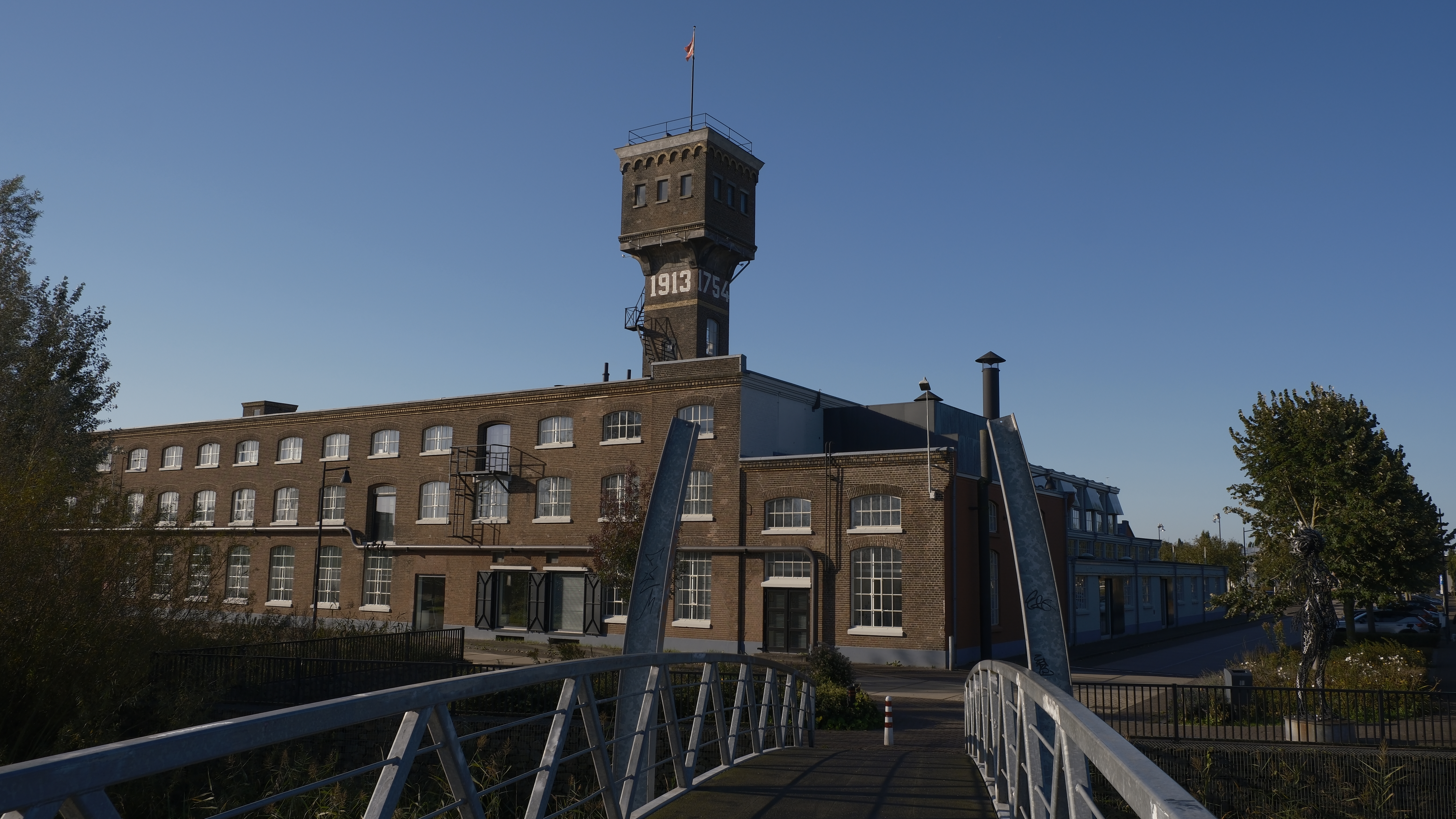
Alter Wasserturm des Beltmancomplex im Norden des DRU-Geländes.

Bei der Eröffnung 2009 ging es vor allem um das Portiersgebouw, das dem Ulfter Dorfzentrum am nächsten liegt. Dort befinden sich unter anderem eine Galerie, eine Abteilung des berufsbildenden ROC der Region, die Bücherei von Ulft, ein Restaurant, ein Theater und ein poppodium. Im Theater treten lokale Gruppen, aber auch landesweit bekannte Künstler auf, außerdem wird es für das kommunale Kino verwendet. Im Erdgeschoss beim Eingangsbereich ist ein Restaurant eingerichtet, das Schaftlokaal (schaften: „futtern“), das vor allem mit Gastronomieschülern arbeitet.
Auf dem DRU-Gelände wurden in einer archäologischen Untersuchung Reste einer Eisenhütte mit Wassermühle aus dem 16. Jahrhundert gefunden. Eine Ausstellung in der ehemaligen slijterij  behandelt die örtliche Produktionsgeschichte. Der Nordteil des Geländes dient zum Ausbau des Wohnungsangebotes in der Gemeinde. Im Beltmancomplex (benannt nach den damaligen Architekten) wurden auch Büros und Ateliers eingerichtet.
Die Gemeinde Oude IJsselstreek hat ihre Gemeinderatssitzungen und andere Zusammenkünfte im Conferentiezaal der DRU.